# Історія Гаїті

## Колоніальний період

Христофор Колумб

Острів Гаїті було відкрито Христофором Колумбом 6 грудня 1492 р. і названо ним Еспаньйолою.
Іспанські колонізатори швидко винищили індіанське населення. До 1548 року індіанців залишалося всього близько 500 осіб. Для роботи на плантаціях цукрової тростини та на золотих копальнях з початку XVI ст. стали широко ввозитися чорношкірі раби з Африки. З початку XVII ст. на Гаїті проникали англійські флібустьєри і французькі буканьєри. Спочатку пірати влаштувалися на невеликому острові Тортю (Тортуга), а потім заволоділи північно-східним узбережжям Еспаньйоли. В 1665 вони підкорилися французькій владі. В 1697 за Рісвікським мирним договором Еспаньйола була офіційно поділена між Францією та Іспанією. За іспанцями залишилася східна частина острова (колонія Санто-Домінго). Західна частина відійшла до Франції, діставши назву Сан-Домінго.
Сан-Домінго було найважливішою французькою колонією у Вест-Індії. Товари, які виготовлялися в ній — цукор, кава, індиго, бавовна і какао — були основними статтями французького експорту. В кінці 18 ст. в цьому володінні жили 452 тис. чорних рабів, 42 тис. білих і 50 тис. вільних мулатів і негрів. Вся економічна влада знаходилася в руках білої олігархії — найбільших плантаторів, офіцерів та урядовців. Більшість негрів залишалася абсолютно безправними рабами. Деякі розбагатілі мулати самі купували плантації і рабів, але все одно піддавалися дискримінації з боку білої верхівки.

## Гаїтянська революціята незалежність

Туссен Лувертюр (Toussaint L'Ouverture), лідер боротьби за суверенітет Гаїті

Детонатором вибуху послужила Велика французька революція, яка проголосила гасла політичної свободи та прав людини. Білі плантатори зажадали участь в управлінні колонією і скликали загальноколоніальні збори. Зі свого боку, вільні мулати на чолі з Жаком Венсаном Оже підняли восени 1790 повстання, добиваючися рівноправності з білими. Бунт було жорстоко придушено, його лідерів страчено, але Установчі збори Франції постановили зрівняти негрів та мулатів, народжених від вільних батьків, у правах із білими і дати їм доступ до представницьких установ колонії.
Незалежність проголошено 1 січня 1804 року. Франція визнала її у 1825, в обмін на контрибуцію в 150 мільйонів франків золотом (у 1838 суму було зменшено до 90 мільйонів).

## 19 століття
В січні-квітні 1804 року генерал Жан-Жак Дессалін, президент незалежного Гаїті, наказав знищити більшість білого населення Гаїті, за винятком священиків, лікарів, ремісників та «негрофілів» (білих, які симпатизували чорним і виступали за їхні права). Інший виняток — солдати польського легіону у складі французької армії, які відмовилися битися проти гаїтянської незалежності і залишилися в країні після евакуації французів. Лише в тодішній столиції Гаїті, Капі, загинуло дві тисячі людей. Водночас, деякі гаїтянські генерали саботували геноцид і часто приховували білих, допомагаючи їм емігрувати.
Більшість конфіскованих маєтків Дессалін раздав своєму оточенню. Відтак в новоствореній державі панували плантатори — «нові» з темношкірих нуворишів та «старі» з мулатів. «Білих» взагалі позбавили права бути громадянином і володіти нерухомістю. А більшість вчорашніх рабів перетворили фактично на кріпаків, що тепер працювали на тих самих плантаціях на нових господарів.
В жовтні 1804 року Дессалін оголосив себе імператором Жаком I, імітуючи Наполеона Бонапарта. Він створив сильну армію, яка становила одну десяту всього населення. Конституція оголошувала всіх громадян Гаїті «неграми», незалежно від кольору шкіри. Втім, його влада була непевною, адже в середовищі панівної верстви не було єдності. Мулати невдовзі збунтувалися і оголосили керівником тимчасового уряду генерала Анрі Крістофа. Король вирушив придушувати заколот, потрапив до засідки і загинув. Гаїті проголосили республікою.
В грудні Конституційна асамблея обрала Крістофа президентом, але той відмовився прийняти обмеження його влади, встановлене мулатською верхівкою. На початку 1807 року Крістоф був змушений відступити на північ країни, а асамблея в Порт-о-Пренсі обрала президентом Республіки Гаїті генерала-мулата Александра Петіона. Держава розкололася на «Державу Гаїті», зі столицею в Капі, контрольовану Анрі Крістофом, та «Республіку Гаїті», з центром в Порт-о-Пренсі, контрольовану Петіоном.
У 1811 році Крістоф проголосив себе королем Анрі I. У його королівстві з'явився дворянський клас, що складався з негрів, засновано школи, створено армію, почала розвиватися торгівля. Крістофа вважали диктатором, він зберігав недоторканим плантаційне господарство, доходи від якого дозволяли йому наповнювати скарбницю і навіть проводити велике будівництво. Петіон мав репутацію реформатора, бо почав роздавати державні землі дрібним власникам (хоча платації теж зберігалися і плантатори залишалися опорою його влади) і скасував податок у розмірі третини врожаю. Петіон підтримував боротьбу за незалежність Латинської Америки і допомагав Болівару.
В 1818 році Петіон помер, а проти влади Крістофа в 1820 році розпочалися заворушення і у відчаї він застрелився. Гаїті під своєю владою об'єднав наступник Петіона, також генерал Жан-П'єр Буає, який скасував прикріплення селян до землі. В 1822 році він приєднав до своєї держави і східну частину острова, колишню іспанську колонію Санто-Домінго.
Роздача Буає земель дрібним власникам лише поглибила проблеми. Нові власники не мали ані ресурсів, ані належних навичок для розвитку власних господарств, а плантації залишалися без робочих рук. Як наслідок виробництво почало стрімко скорочуватися, а державна скарбниця порожніти. До того ж Франція почала вимагати компенсації за майно, втрачене під час революції її підданими. Буає певний час відкидав ці претензії, але коли біля узбережжя Гаїті з'явилася французька ескадра, змушений був взяти на себе зобов'язання виплатити 150 мільйонів франків. І вдвічі знизити мита на товари з колишньої метрополії. Враховуючи, що саме митні надходження складали левову частину державних доходів, це лише міцніше затягнуло фінансовий зашморг. У відчаї гаїтянський президент спробував законами відновити плантаційну систему та кріпацтво, але без успіху.
«Допомогти молодій республіці» запропонували французькі банкіри, Позика склала 30 мільйонів франків. Це складоло більше половини ВВП тогочасного Гаїті. Тож повернути її, ще й з відсотками, було нереально — і держава потрапила в пастку «вічних боргів».
В 1843 році проти влади Буає, що остаточно заплутався в фінансових зобов'язаннях, спалахнуло повстання. Президент поквапився скласти повноваження і залишити країну. Скликані його супротивниками Установчі збори схвалили нову, доволі демократичну конституцію, але втілювати її в життя державна верхівка не збиралася. Захід острова охопили селянські повстання, в Санто-Домінго оголосили про відокремлення від Гаїті і створення незалежної Домініканської республіки. А президента Шарля Ерара, який вирушив проти домініканців неї на чолі армії усунули від влади.
За наступні чотири роки у Гаїті змінилося ще чотири президенти. Всі, як один, були генералами, революційні заслуги яких врівноважувалися відсутністю політичної гнучкості і системної освіти — один з них взагалі був неписьменним. Реальна влада в цей час належала заможній мулатській верхівці, що безсоромно набивала собі кишені, залізаючи до державної скарбниці.
Президент Фостен Сулук зрештою вирішив опертися на темношкірих нуворишів, влаштував показові розправи над мулатами і зрештою проголосив себе імператором Фостеном I. За розмахом контрабанди, корупції, розкрадання державного майна і грабунку звичайних гаїтян імперія, втім, швидко перевершила своїх республіканських «попередників». Проте будь-яке невдовлення, не кажучи про опозиційну діяльність, придушувалося із звірячою жорстокістю.
До того ж новоспечений імператор з маніакальною впертістю намагався відновити владу над східною частиною острова. Дві війни зрештою завершилися поразкою, в який Фостен I звинуватив своїх воєначальників. «Зрадників» розстріляли. Гаїті відмовилися сплачувати зовнішні борги, натомість гроші продовжували стрімко знецінюватися.
В січні 1859 року проти Фостена I спалахнула революцію. Він зрікся престолу і втік з країни. Була відновлена республіка. Новий президент Фабр Жефрар поквапився замиритися з сусідами-домініканцями. Але біля берегів Гаїті з'явилася іспанська ескадра з вимогою виплатити компенсацію Мадриду. Жерар змушений був погодитися, але набув репутації «іноземної маріонетки». Коли проти його влади сплахнув череговий бунт, президент звернувся по військову допомогу до британців. Наслідком стали нові заворушення, відставка і втеча Жерара, чергова зміна конституції і обрання президентом генерала Сільвена Сальнава.
Сальнав спробував встановити власну диктатуру, але держава фактично розпалася на три частини. Громадянська війна звершилася штурмом столиці, підривом президентського палацу, стратою Сальнава і розправою над його прибічниками. Влада перейшла до рук військової хунти, лідери якої послідовно передавали президентські повноваження один одному.
Щоб розрахуватися з попередніми боргами, влада взяла черговий кредит. Але з наданих Гаїті 36 мільйонів франків 26 одразу пішли на сплату на сплату відсотків і комісійних, а ще 3 розчинилися в кишенях чиновників. В країні спалахнуло загальне повстання. Організатора афери вбили, президент втік, його палац, оселі міністрів і будівлю скарбниці пограбували та сплюндрували.
Новий президент — генерал П'єр Буарон Каналь конфліктував з парламентом, а в парламенті зводили між собою рахунки ворогуючі партії. Спалахнули вуличні заворушення, для придушення яких урядовці використовували гармати — ще й так, що спалили значну частину столиці.
Під гаслами наведення ладу новим президентом обрали генерала Луї Фелісіте Саломона, який мав ще й репутацію економіста, адже певний час працював міністром фінансів. Найбільшим досягненням нового очільника держави вважали створення в 1880 році Національного банку, сто відсотків акцій якого належали французам. Власне і зосереджений був банк на виплаті зовнішніх боргів, і майже не фінансував розвиток господарства самого Гаїті. Зі старими боргами майже розрахувалися, але набрали нових кредитів — у французів, німців та американців.
Корупція за Саломона була майже привселюдною. Заворушення і бунти проти корумпованої влади супроводжувалися грабунками, підпалами і руйнуваннями. Загальна нестабільність не дозволилв постати в Гаїті потужній підприємницькій верстві. А іноземці завжди мали приводи для втручання з вимогою компенсації збитків, які зазнавали їхні співвітчизники під час чергових погромів.
Майже ніхто з президентів не керував до кінця свого терміну. Тікати з країни довелося не лише Саломону, а й його наступнику Франсуа Лежітіму. Американці допомогли прийти до влади Луї Флорвілю Іполіту, сподіваючись, що той надасть їм в оренду стратегічний пункт Моль-Сен-Ніколя на північному заході країни. Але той відмовився категорично, пославшись на конституцію, що забороняла володіння землею Гаїті будь-кому з іноземців. Іполіт помер у сідлі, коли вирушав на придушення чергового заколоту.

## 20 століття
За президента Огюста Тіресія Сама, до берегів Гаїті ескадру надіслала Німеччина, змусивши виплатити їй чергову «компенсацію». Президент звернувся по допомогу до американців, поклавши початок залежності Гаїті від США. Сам особисто освятив фінансову операцію з так званою «консолідацією» зовнішнього боргу держави. Під час цієї оборудки країна не дорахувалася 2 мільйонів доларів, що складало майже половину річних надходжень до скарбниці.
Після відставки Сама з посади країну знову охопили заворушення і за допомогою армії президентом став вже літній генерал П'єр Нор Алексіс, який розпорядився провести розслідувати історію з «консолідацією». Розслідування виявило розгалужену корупційну змову, до якої було втягнуто майже всю гаїтянську верхівку — за безпосередньою участі французів та німців. Усіх головних причетних до афери президент наказав заарештувати. Париж і Берлін спрямували до Карибського моря свій флот. Але Нор Алексіс таки довів справу до суду і винесення вироків.
У відповідь супротивники звинуватили президента в марнотратстві під час святкування століття незалежності. За «наполегливою рекомендацією» французьких та американських дипломатів генерал Франсуа Антуан Симон на чолі армії вступив до Порт-о-Пренса на змусив Нор-Алексіса скласти повноваження. Симона обрали новим президентом і він почав роздавати концесії переважно американським компаніям. Національний банк став з французького франко-американським. Проти Симона теж спалахнуло повстання. Ватажки повстання і наступні президенти Гаїті були колишніми засудженими по справі «консолідації», але правили недовго. Цинциннат Леконт (праонук короля Жака I) загинув внаслідок вибуху в президентському палаці, Такреда Огюста, за чутками, отруїли.
Дев'ять місяців президентствував Мішель Орест, який не лише став першою цивільною особою на цій посаді, але й мав репутацію реформатора. Проте його досить швидко звинуватили у корупції. Загальний страйк переріс у повстання і президента усунули від влади заколотники на чолі з великим землевласником Оресте Заморою. Відставленого президента «забрав на борт» німецький крейсер «Вінета», але поруч із німцями на рейді столиці вже знаходилися французькі, британські і американські кораблі.
Дочекавшись оголошення Замори президентом, американці висунули йому ультиматум — віддати їм нарешті в оренду Моле-Сен-Ніколя і передати контроль над митницею Гаїті. Франція з Німеччиною висловили протест. Другий варіант ультиматуму отримав назву «плана Фарнгема» і в ньому йшлося вже про американський контроль над митницею, скарбницею і центральним банком. Замора і його відкинув.
Проти презилента сплахнуло повстання на півночі країни. Очолив його генерал Джозеф Давільмар Теодор, який вже невдовзі змінив Замору. Теодора усунув від влади і стратив двоюрідний брат колишнього президента Тіресія Сама, Жан Вільбрун Сам, який остаточно змінив профранцузьку орієнтацію на проамериканську. Сам безжально розправлявся з опонентами. Але після того як стало відомо про розстріл 167 політичних в'язнів, серед яких був і екс-президент Замора, мешканці Порт-о-Пренса повстали. Роззлючений натовп схопив президента, який намагався сховатися у французькому посольстві, у буквально розірвали його тіло на шматки.
Президент США Вудро Вільсон, остерігаючись, що в ситуацію втрутяться німці (а в цей час вже вирувала світова війна) наказав своїм військам окупувати країну. Суто формально Республіка Гаїті ще залишалася незалежною, але фактично втратила ознаки суверенітету.

### Американська окупація (1915—1934)
У серпні того ж року під тиском США президентом було обрано Філіпа Сюдра Дартігенава. Командування США провело масові арешти і розпустило армію. Ситуація в країні продовжувала залишатися нестабільною, постійно спалахували селянські бунти. В 1917 році Дартігенав розігнав Законодавчу раду після того, як вона відмовилася схвалити розроблену американцями конституцію Гаїті. В 1918 році нова конституція набрала чинності. Вона визнавала за іноземцями право володіння нерухомістю та землею, затвердила американську окупацію. В цей час в країні спалахнуло велике повстання на чолі з офіцером Шарлеманом Перальта. В його армії було 40 тисяч осіб. У жовтні 1919 року його армія спробувала взяти штурмом Порт-о-Пренс і повалити Дартігенава, але його армію було розгромлено, а сам Перальта потрапив у полон і був страчений. До 1920 року партизанський рух у країні було придушено, загинуло понад 13 тисяч гаїтян.
У 1929 році в країні спалахнули селянські та студентські заворушення, антиамериканські виступи. Президент США Герберт Гувер послав на Гаїті комісію для підготовки виведення американських військ з острова. Під тиском США президент Луї Борно пішов у відставку. З березня по листопад обов'язки президента виконував Луї Ежен Руа, в листопаді 1930 року президентом став Стеній Жозеф Вінсен, який розпочав переговори про виведення американських військ із країни. У липні 1934 року, вже коли президентом США став Франклін Рузвельт, було підписано угоду про виведення американських військ із країни. З 6 по 15 серпня 1934 американські війська були виведені з країни, 21 серпня було спущено американський прапор з президентського палацу. Однак контроль США над економікою країни зберігався.

### Період 1935—1957рр.
У 1935 році була введена нова конституція. В 1937 році в сусідній Домініканській Республіці відбулася масова різанина гаїтян, що ледь не призвело до війни між двома країнами. Війну вдалося запобігти, коли Рафаель Трухільйо погодився виплатити компенсацію Гаїті. У квітні 1941 року президентом країни став Елі Леско. З початком Другої світової війни він оголосив війну Японії.
В січні 1946 року в країні спалахнув загальний страйк, який змусив Леско 11 січня подати у відставку. До серпня 1946 при владі був голова військового виконавчого комітету Франк Лаво. В серпні 1946 року вперше за 30 років президентом став негр Дюмарсе Естіме. Прийшовши до влади, він надав американським компаніям право на володіння землею. В 1950 році він намагався переобратися на новий термін, але не був підтриманий парламентом і розпустив його. 10 травня Естіме був повалений армією. В грудні полковник Поль Ежен Маглуар став президентом. У 1954 році він посилив репресії проти опозиції. В 1956 році він спробував переобратися. Це рішення викликало загальний страйк у країні, і 12 грудня режим Маглуара упав.
Були призначені нові вибори. В період до виборів між прихильниками різних кандидатів розгорнулася боротьба за владу. В травні 1957 року колишній міністр освіти і керівник Робітничо-селянського руху П'єр Фіньоль став тимчасовим президентом. 14 червня 1957 генерал Антоніо Кебро здійснив військовий переворот і заборонив Робітничо-селянський рух. У вересні відбулися вибори, на яких переміг колишній міністр охорони здоров'я доктор медицини Франсуа Дювальє.

### Правління сім'ї Дювальє
Франсуа Дювальє («Тато Док») був обраний президентом у 1957 році, став довічним президентом у 1964 році; помер у 1971 році, його владу успадкував його син, Жан-Клод Дювальє (фр. Jean-Claude Duvalier), «Бебі Док», був скинутий у 1986 році.

## Найновіша історія
У 1988-1989 рр. відбулося кілька переворотів, у 1991 році Жан-Бертран Аристид був обраний президентом, але був скинутий того ж року військовою хунтою під керівництвом бригадного генерала Рауля Седраса; Робер Мальваль призначений прем'єр-міністром у 1993 році, незважаючи на триваючі санкції США, спрямовані на відновлення Аристида.
12 січня 2010 стався страшний землетрус, коли загинуло більше 200 тис. осіб. Гаїті залишається однією з найбідніших країн світу.